# هاري ويلر
هاري ويلر (بالإنجليزية: Harry Wheeler)‏ هو لاعب كرة قاعدة أمريكي، ولد في 3 مارس 1858 في فيرسايلس في الولايات المتحدة، وتوفي في 3 مايو 1900 في سينسيناتي في الولايات المتحدة.

## وصلات خارجية
- هاري ويلر على موقعبيزبول رفرنس.كوم (الدوري الرئيسي) (الإنجليزية)
- هاري ويلر على موقعبيزبول رفرنس.كوم (الدوري الثانوي) (الإنجليزية)
- هاري ويلر على موقع جمعية أبحاث البيسبول الأمريكية (الإنجليزية)